# 기름종이이끼과
기름종이이끼과(Hookeriaceae)는 기름종이이끼목에 속하는 이끼과의 하나이다. 기름종이이끼(Hookeria acutifolia) 등을 포함하고 있다.

## 하위 속
- 기름종이이끼속 (Hookeria)
- Crossomitrium